# 水晶の舟
「水晶の舟」(英語: The Crystal Ship)はドアーズの楽曲。この曲は彼らが1967年にリリースしたデビューアルバム"The Doors"(邦題：『ハートに火をつけて』)と、彼らのシングルの中で最もヒットした"Light My Fire"(邦題：『ハートに火をつけて』)に収録されている。この曲はジム・モリソンが初めて真剣に交際した女性である Mary Werbelow に向けたラブソングであり、二人の破局から間を置かずに書かれた。

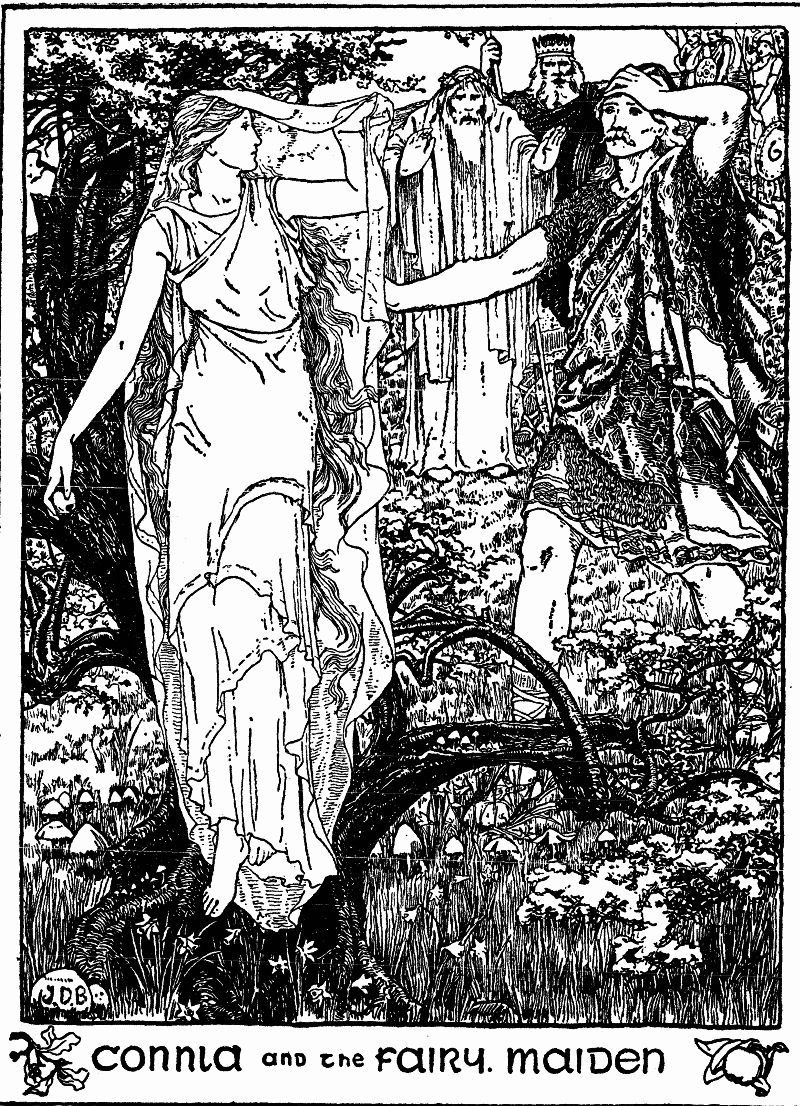
異界の女とそれを追うコンラ

「水晶の舟」というタイトルはアイルランドに伝わる説話『コンラの異界行』からの引用である。
この説話では、百戦の王コンの息子コンラが超自然的な女性に魅入られ、周囲の引き留めもむなしく二人で水晶の舟に乗り、彼女の住処である異界「喜びの野」へと失踪してしまう。
後に、アメリカン・バンドスタンドにおいてドアーズが演奏した場面と、デスヴァレー国立公園のダーウィン滝でモリソンとその内縁の妻パメラ・カーソンを映した映像とを組み合わせ、この曲のミュージック・ビデオが制作された。

## 歌詞
(この節に添えた歌詞の日本語訳は飛田野裕子によるものである。)
ドアーズの楽曲はしばしばレコーディングや放送の際に修正を受けたが、この『水晶の舟』もそうした曲の一つであった。 "a thousand girls, a thousand thrills" (何千という娘たちと、何千というスリル)という歌詞は本来は "a thousand girls, a thousand pills" であった。
ジム・モリソンの意図的に曖昧に書かれた詩とつかみどころのない曲想が原因で、批評家やドアーズのファンは『水晶の舟』というタイトルの意味について想像を大きく膨らませてきた。
批評家のジェームズ・ペローンが、『水晶の舟』とは単なる眠りともドラッグによるトリップとも解釈できるが、(楽曲のリリースされた)1967年には後者の解釈が広く受け入れられていたようだ、とするように、
当時はドラッグカルチャーに根差した解釈が根強かった。
一方、1990年に発表されたドアーズのドラマーであったジョン・デンスモアの自伝 RIDERS ON THE STORM - My Life with Jim Morrison and The Doors(邦題『ドアーズ』)によると、モリソンの死後、水晶宮を模した花の温室を訪れたデンズモアは、これまで意味の掴めなかったこの歌が新興のバンドであったドアーズの船出を歌った歌であったことを「理解した」。
この解釈に至った時、デンズモアはペヨーテの影響下にあった事が記されているが、ともかく歌詞の解釈その物はドラッグカルチャーから切り離されたものだった。
こうしたデンズモアの解釈を哄笑する投書がロサンゼルス・タイムズ紙に寄せられた。
「ドラッグ世代」の一員を自称するこの投稿者は、モリソンの詩は(デンズモアの解釈するような)見た目通りの物ではなく
『水晶の舟』はクリスタル・メス(日本ではヒロポンとして有名なメタンフェタミン)についての曲であり「船」は注射針の、「キス」とはドラッグの注入の隠喩だと主張した。これに対しデンズモアはLAタイムズ紙上で直接反論し、もちろん当時ドアーズのメンバーは「クリスタル」がドラッグの隠語であることを知ってはいたが、『水晶の舟』はMary Werbelowに向けてモリソンが書いた別れの歌であり、『水晶の舟』とドラッグカルチャーを関連付けるのは「ドラッグ世代」である投稿者好みの牽強付会に過ぎないと述べた。

## 担当
- ジム・モリソン - リードボーカル
- ロビー・クリーガー - エレキギター
- レイ・マンザレク - ボックス・コンチネンタル, ピアノ,キーボード・ベース
- ジョン・デンスモア - ドラムス

## 著名なカバー曲
- デュラン・デュラン:1995年のカバーアルバム『サンキュー』に収録。
- X: 1998のサウンドトラック The X-Files: The Album に収録。
- ジョー・ペリー: 2005年のアルバム『ジョー・ペリー』に収録[5]。
- レイ・マンザレク: 2006年のアルバム Ballads Before the Rain に収録。アルバムに収録された他の曲はロイ・ロジャースのギターとの二重奏であったが、この曲はマンザレクのピアノソロによる。
- ロビン・ヒッチコック：2014年のアルバム The Man Upstairs に収録。